# 25593 Camillejordan
25593 Camillejordan là một tiểu hành tinh vành đai chính với cận điểm quỹ đạo là 2.003887 AU. Nó có độ lệch tâm là 0.2255882 và chu kỳ quỹ đạo là 1320.8758111 ngày (3.62 năm).
Caldeira có vận tốc quỹ đạo trung bình là 19.40311617 km/s và độ nghiêng quỹ đạo là 3.46516°.
Nó được phát hiện ngày 28 tháng 12 năm 1999 bởi Paul G. Comba.
Tiểu hành tinh này được đặt tên theo tên của Camille Jordan, a French nhà toán học.